# Fabrizia D'Ottavio
Fabrizia D'Ottavio född den 3 februari 1985 i Chieti, Italien, är en italiensk gymnast.
Hon tog OS-silver i rytmisk gymnastik för trupper i samband med de olympiska gymnastiktävlingarna 2004 i Aten.